# Daniel Östersjö
Daniel Östersjö, född 8 oktober 1970, är en svensk artist, låtskrivare och multiinstrumentalist från Älvkarleby.
Han debuterade med albumet "Black box" 2008, och har sedan dess gett ut skivor med sånger med egna texter och tonsättningar av poesi. 2015 gav YTF Records ut hans tonsättning av "Birgitta svit" med text av Stig Dagerman. Under jubileumsåret 2023 för Stig Dagerman satte han upp "Vårt behov av tröst" tillsammans med Teater Elin i Uppsala (med stöd från regionen), samt samarbetade med Mårten Lärka och Maria L Hallengren i deras arbete med tonsättning av Stig Dagermans texter. 2020 släpptes ett album på indipendentbolaget Comedia med hans tonsättningar av Elsie Johanssons dikter. En landsomfattande turné gjordes tillsammans med den 90-åriga poeten, där de samtalade om livet, hon läste dikter, som han sedan sjöng vid pianot. Albumet spelades i på Klaverens hus. Tillsammans med poeten Bengt Söderhäll är han en del av låtskrivarduon Le Lac Long 814, som har gett ut två skivor med Bengt Söderhälls dikter, översatta till franska. De har turnerat tillsammans med franska sångerskan Magali Michaut i Frankrike, Belgien, Tyskland, Tjeckien, Danmark och Sverige. 2022 gjorde han ett album baserat på Beppe Wolgers jämtländska dikter från samlingen "Röster från Vattudalen" och följande år fick han Tierps kommuns arbetsstipendium för konstnärlig verksamhet, för att göra ett album med liknande berättelser från Tierp - det blev totalt åtta intervjuer som blev grunden till åtta sånger som släpptes på albumet "Porträtten" 2025. 2023 gjorde han ett Dan Andersson-album tillsammans med lutsångaren Puch Magnus Olsson, samt ett Kristina-Lugn-album tillsammans med folksångerskan Elin Lyth. Albumet utsågs till "Årets visa" av folkmusiktidskriften Lira. 2024 spelar han tillsammans med Eva Hillered i föreställningen "Mormor, mamma och jag". Han jobbar också med en fri teatergrupp i Uppsala, Teater Elin, där han skrivit musiken till flera föreställningar. Han har producerat och medverkat som musiker på album med Maria L Hallengren och William Bülow O'Nils, ett projekt som också det utsågs till Årets visa 2024 av Lira. Som multiinstrumentalist behärskar han gitarr, piano, bas, dragspel, banjo, mandolin, fiol, viola, cello, munspel och sång.

## Diskografi
- 2008 Black box
- 2011 Landet har lossnat
- 2015 Birgitta svit (Stig Dagerman)
- 2017 Om vi möts
- 2017 Låt det blöda - med Erik Wikström
- 2018 Treize chansons - med Le Lac Long 814
- 2020 Fönsterspringan - Daniel Östersjö sjunger Elsie Johansson
- 2021 Toujours Apollinaire - med Le Lac Long 814 och Magali Michaut
- 2021 Tessons flottants - med Le Lac Long 814
- 2022 Beppe Wolgers sånger från Vattudalen
- 2023 Galopp galopp - Elin Lyth sjunger Kristina Lugn
- 2023 Elva visor av Dan Andersson - med Puch Magnus Olsson
- 2024 Stig Dagerman - Vårt behov av tröst är omättligt
- 2024 Himmel över svarta hus - Maria Hallengren sjunger Stig Dagerman
- 2024 En bättre värld - William Bülow O'Nils sjunger Ruben Nilson
- 2024 En lagom liten hund - Elin Lyth sjunger Kristina Lugn
- 2025 Porträtten